# 第11屆日本電影學院獎
第11回日本電影學院獎于1988年2月18日公布并举行颁奖仪式。

## 最優秀作品奖
- 《女税务员（日语：マルサの女）》

### 優秀作品奖
- 《竹取物語》
- 《八公犬物語》
- 《夜汽車》
- 《吉原炎上》

## 最優秀監督奖
- 伊丹十三（《女税务员》）

### 優秀監督奖
- 市川崑（《电影女優》、《竹取物語》）
- 大森一樹（《恋する女たち》、《トットチャンネル》）
- 五社英雄（《吉原炎上》）
- 山下耕作（《夜汽車》、《竜馬を斬った男》）

## 最優秀脚本奖
- 伊丹十三（《女税务员》）

### 優秀脚本奖
- 大森一樹（《恋する女たち》、《トットチャンネル》）
- 金子正次・塙五郎（《ちょうちん》）
- 新藤兼人（《八公犬物語》）
- 那須真知子（《別れぬ理由》）

## 最優秀主演男優奖
- 山崎努（《女税务员》）

### 優秀主演男優奖
- 緒形拳（《女衒》）
- 陣内孝則（《ちょうちん》）
- 津川雅彥（《別れぬ理由》）
- 時任三郎（《永遠の1/2》、《紳士同盟》、《ハワイアン・ドリーム》）

## 最優秀主演女優奖
- 宮本信子（《女税务员》）

### 優秀主演女優奖
- 齊藤由貴（《恋する女たち》、《トットチャンネル》）
- 十朱幸代（《極道の妻たちII》、《螢川》、《夜汽車》）
- 三田佳子（《別れぬ理由》）
- 吉永小百合（《电影女優》）

## 最優秀助演男優奖
- 津川雅彥（《女税务员》、《夜汽車》）

### 優秀助演男優奖
- 小林稔侍（《漂流教室》、《舞妓物語》、《夜汽車》）
- 根津甚八（《この愛の物語》、《吉原炎上》、《竜馬を斬った男》）
- 三船敏郎（《男はつらいよ 知床慕情》、《竹取物語》）
- 村上弘明（極道の妻たちII）

## 最優秀助演女優奖
- かたせ梨乃（《極道の妻たちII》、《吉原炎上》）

### 優秀助演女優奖
- 秋吉久美子（《夜汽車》）
- 淡路恵子（《男はつらいよ 知床慕情》）
- 泉ピン子（《次郎物語》）
- 櫻田淳子（《イタズ》）

## 最優秀音楽奖
- 本多俊之（《女税务员》）

### 優秀音楽奖
- 三枝成章（《二十四の瞳》、《光る女》）
- 佐藤勝（《イタズ》、《塀の中の懲りない面々》、《吉原炎上》）
- 谷川賢作（《电影女優》）
- 津島利章（《夜汽車》）

## 最優秀摄影奖
- 姫田真左久（《螢川》）

### 優秀摄影奖
- 五十畑幸勇（《电影女優》）
- 木村大作（《夜汽車》）
- 小林節雄（《竹取物語》）
- 前田米造（《女税务员》）

## 最優秀照明奖
- 島田忠昭（《螢川》）

### 優秀照明奖
- 斉藤薫（《电影女優》）
- 増田悦章（《夜汽車》）
- 下村一夫（《竹取物語》）
- 桂昭夫（《女税务员》）

## 最優秀美術奖
- 村木忍（《电影女優》、《竹取物語》）

### 優秀美術奖
- 井川徳道（《夜汽車》）
- 金田克美（《次郎物語》、《BU・SU》）
- 中村州志（《女税务员》、《名門!多古西応援団》）
- 西岡善信（《八公犬物語》、《吉原炎上》、《竜馬を斬った男》）

## 最優秀録音奖
- 小野寺修（《ハワイアン・ドリーム》、《女税务员》、《Make-up》）

### 優秀録音奖
- 斉藤禎一・大橋鉄矢（《竹取物語》）
- 平井清重（《夜汽車》、《吉原炎上》）
- 紅谷愃一（《女衒》、《八公犬物語》）
- 本田孜（《イタズ》、《刑事物語5 やまびこの詩》、《星の牧場》）

## 最優秀編集奖
- 鈴木晄（《永遠の1/2》、《光る女》、《女税务员》）

### 優秀編集奖
- 市田勇（《極道の妻たちII》、《吉原炎上》、《竜馬を斬った男》）
- 長田千鶴子（《电影女優》、《竹取物語》）
- 玉木濬夫（《恐怖のヤッちゃん》、《夜汽車》）
- 鍋島惇（《イタズ》、《次郎物語》、《螢川》）

## 最優秀外国作品奖
- 《野战排》

### 優秀外国作品奖
- 《铁面无私》
- 《伴我同行》
- 《壮志凌云》
- 《汉娜姐妹》

## 新人俳優奖
- 高嶋政宏（《トットチャンネル》、《BU・SU》）
- 森山潤久（《親鸞 白い道》）
- 渡边正行（《ちょうちん》）
- 秋吉満ちる（《光る女》）
- 小高惠美（《竹取物語》）
- 南野陽子（《スケバン刑事》）

## 会長特別奖
- 石原裕次郎
- 鶴田浩二

## 特別奖特殊技術奖
- 特技監督中野昭慶をはじめとする《首都消失》《竹取物語》の特殊技術スタッフ
- 江口憲一（摄影）（《首都消失》、《竹取物語》）
- 三上鴻平（照明）（《竹取物語》）
- 白川弘（照明）（《首都消失》）
- 井上泰幸（美術）（《首都消失》、《竹取物語》）
- 宮西武史（合成）（《首都消失》、《竹取物語》）
- 三瓶一信（合成）（《首都消失》、《竹取物語》）
- 浅田英一（助監督）（《首都消失》、《竹取物語》）

## 話題奖

### 作品部門
- 《ビー・バップ・ハイスクール 高校与太郎行進曲》

### 俳優部門
- 原田知世（《私をスキーに連れてって》）